# Kikori
Le Kikori est un fleuve de 320 km de long en Papouasie-Nouvelle-Guinée. Il se jette dans le golfe de Papouasie en formant un delta.